# Marsz Żywych

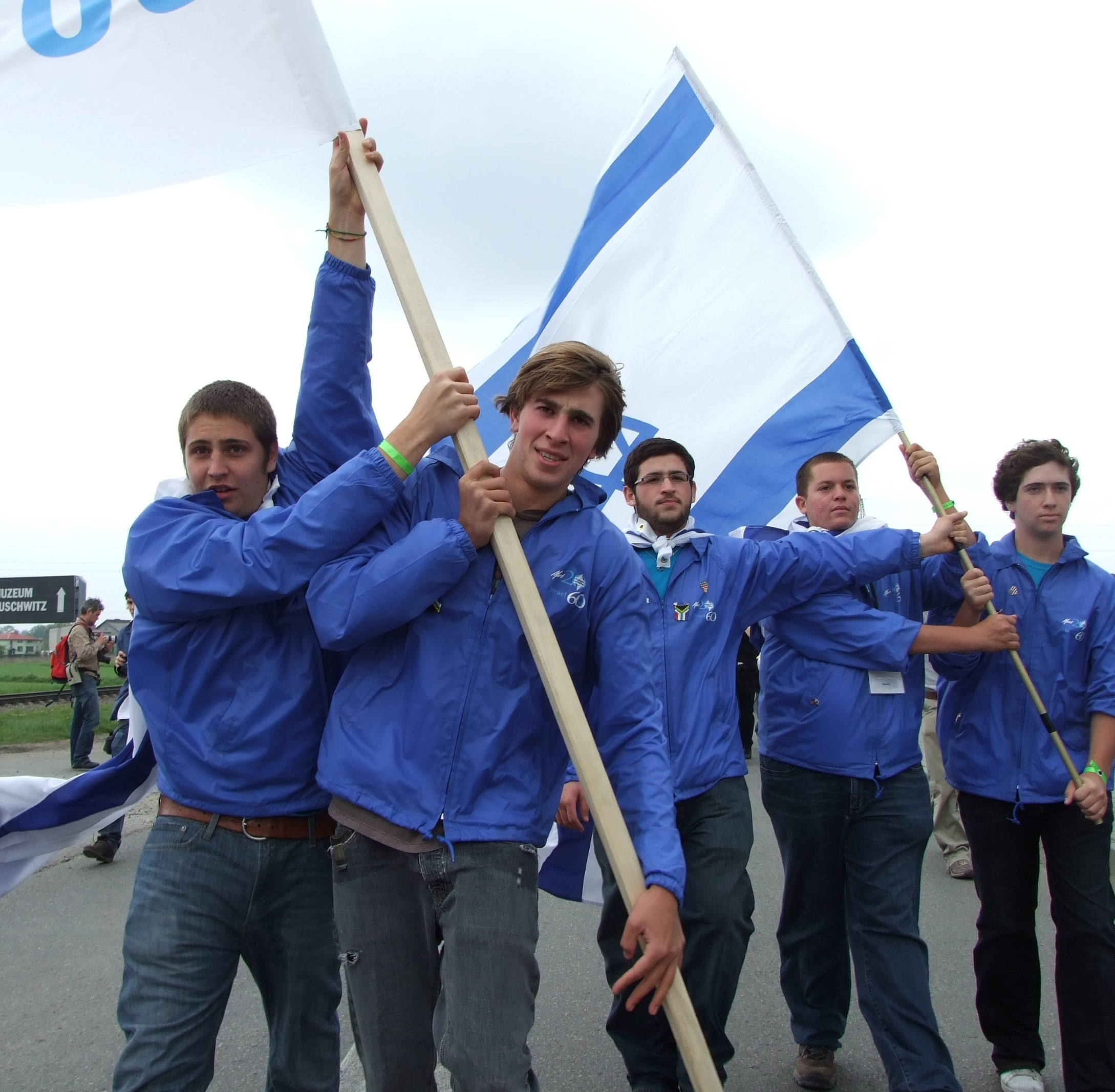
Młodzież maszerująca z Auschwitz do Birkenau, 2008

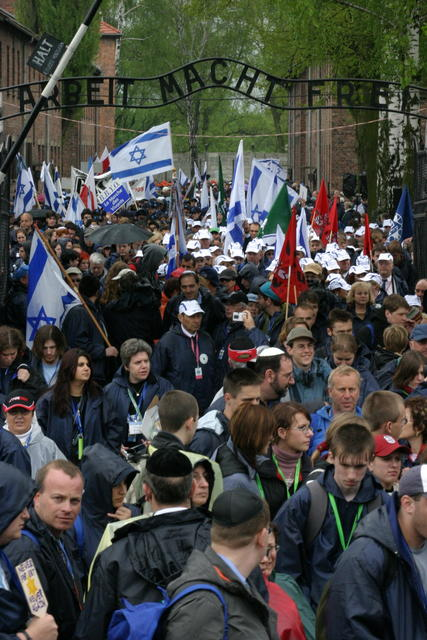
Marsz Żywych, Auschwitz, 2005

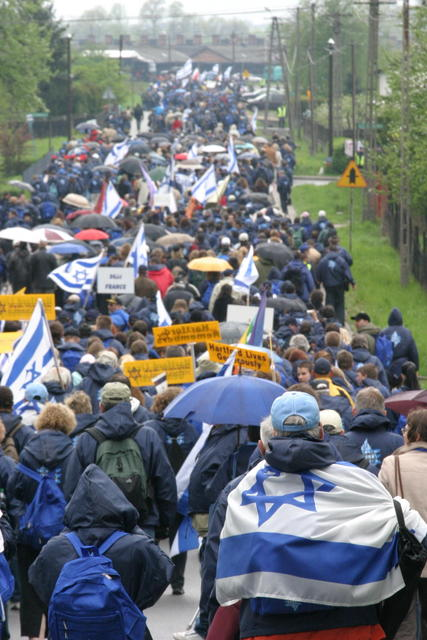
Marsz Żywych między Oświęcimiem i Auschwitz-Birkenau, 2005

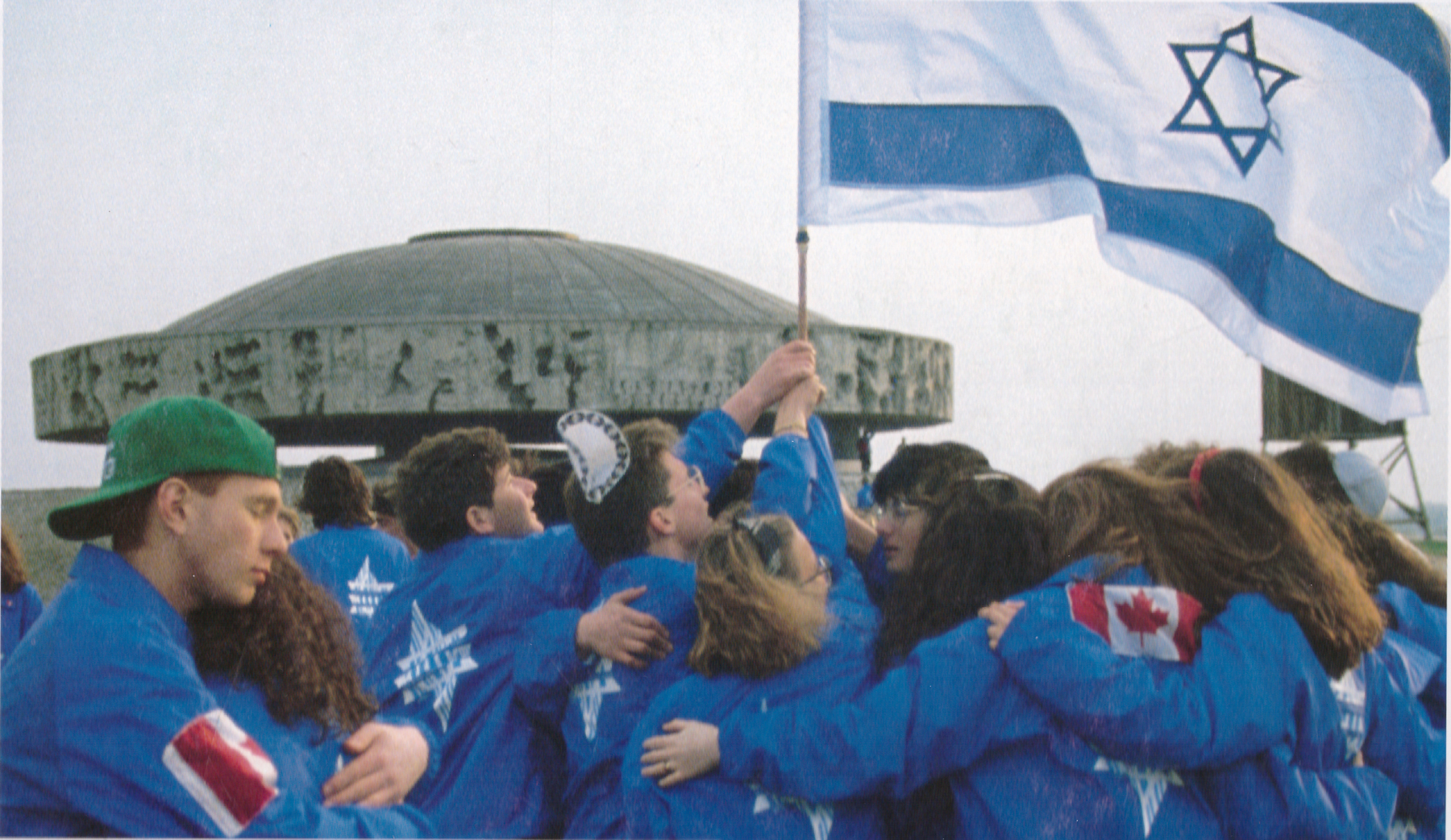
Kanadyjscy uczniowie wznoszą flagę Izraela przy Mauzoleum na Majdanku (MOTL,1990)

Marsz Żywych (hebrajski: מצעד החיים macad hahaim) – coroczny program edukacyjny, który przyciąga uczniów z całego świata do Polski, gdzie uczą się oni o Holokauście. W Dniu Pamięci o Holokauście, według żydowskiego kalendarza Yom HaShoah, tysiące uczestników maszeruje w ciszy z Auschwitz do Birkenau, największego kompleksu nazistowskich obozów koncentracyjnych wzniesionego podczas II wojny światowej.
Inicjatywa powstała w roku 1988 i od tego czasu marsze odbywają się co roku przez dwa tygodnie, w okolicach kwietnia i maja, bezpośrednio po Święcie Przaśników. Maszerujący przybywają z ponad 50 krajów świata, m.in.: Stanów Zjednoczonych, Kanady, Australii, Nowej Zelandii, Chin, Estonii, Panamy, Meksyku, Argentyny, Brazylii, Węgier i Turcji.
Inicjatorami Marszu Żywych byli Izraelczycy Awraham Hirszson oraz dr Szemu’el Rosenman. We wczesnych latach wspierali ich przywódcy wspólnot żydowskich i filantropi ze Stanów Zjednoczonych (Alvin Schiff, Gene Greenzweig oraz Joseph Wilf, pierwszy północnoamerykański przewodniczący Marszu Żywych) i Kanady (Walter Hess, Shlomo Shimon, rabin Irwin Witty, jak również Eli Rubenstein).

## Pamięć o marszach śmierci podczas II wojny światowej
Kulminacją programu jest Marsz, którego ideą jest zamanifestowanie kontrastu z marszami śmierci, które odbywały się pod koniec II wojny światowej. Kiedy nazistowskie Niemcy wycofywały swoich żołnierzy z obozów pracy przymusowej, więźniowie – ledwo żywi z głodu i wycieńczeni niewolniczą pracą – byli zmuszani do maszerowania przez setki kilometrów, jak najdalej na zachód. Podczas tych marszów do pozostających w tyle i przewracających się strzelano lub pozostawiano ich na śmierć przez zamarznięcie. Marsz Żywych, w odróżnieniu od marszów śmierci, służy manifestowaniu trwającego nieustannie istnienia Narodu Żydowskiego pomimo nazistowskich prób jego unicestwienia.
Po spędzeniu tygodnia w Polsce i odwiedzeniu innych miejsc naznaczonych prześladowaniami ze strony nazistowskich Niemiec takich jak Majdanek, Treblinka i Getto Warszawskie oraz dawnych miejsc związanych z kulturą i życiem Żydów, np. synagog, wielu uczestników Marszu kontynuuje podróż aż do Izraela, gdzie oddają się refleksji nad Yom Hazikaron (Dniem Pamięci Izraela) i świętują Yom Haatzmaut (Dzień Niepodległości Izraela).

## Wartość edukacyjna
Marsz Żywych jest skierowany głównie do żydowskich uczniów szkół średnich, a jego cele są zarówno uniwersalne (zwalczanie obojętności na cierpienie drugiego człowieka, rasizmu i niesprawiedliwości), jak i partykularne (przeciwdziałanie antysemityzmowi i wzmacnianie poczucia ich żydowskiej tożsamości).
Kluczowym elementem programu jest uczestnictwo w nim Ocalałych z Holokaustu, którzy dzielą się z uczniami wspomnieniami doświadczeń z czasu wojny, cały czas mając dosyć siły by uczestniczyć w tej niełatwej dwutygodniowej podróży.
Mimo że ogromną większość uczestników Marszu Żywych stanowią uczniowie szkół średnich z różnych krajów, w tym z Izraela, bierze w nim też udział wiele grup osób niebędących Żydami, między innymi grupy dorosłych takie jak Polscy Przyjaciele Izraela, Japońskie Mosty Pokoju i inne.

## Wystawa
W połowie stycznia 2014 roku otwarto nową wystawę Marszu Żywych Organizacji Narodów Zjednoczonych, która była otwarta do końca marca 2014 roku. Była ona zatytułowana „Kiedy słuchasz świadka, stajesz się świadkiem” i prezentowała fotografie i dokumenty związane z 25-letnią wtedy historią Marszu Żywych. Wystawa opowiada historie starzejących się Ocalałych i ich młodych uczniów, którzy – ramię w ramię – wyruszają w podróż zmieniającą ich życie i powracają głęboko odmienieni. Zawiera także archiwalne zdjęcia deportacji i masowych mordów z okresu Holokaustu.
Tytuł wystawy został zaczerpnięty ze słów wystąpienia Judy Weissenberg Cohen skierowanego do uczniów na Marszu Żywych w 1997 roku, w których opisuje ona ostatni raz, kiedy widziała swoją matkę podczas selekcji węgierskich Żydów w Auschwitz-Birkenau, wiosną 1944 roku.
„Nie miałam możliwości pożegnać się z moją matką. Nie wiedzieliśmy, że trzeba było się pożegnać... Jestem dziś starszą kobietą, a ciągle nie pogodziłam się z faktem, że nie dane mi było przytulić się i pocałować jej ten ostatni raz... Mówi się: 'Kiedy słuchasz świadka, stajesz się świadkiem’. Proszę was tylko byście tworzyli świat, gdzie nikt nie będzie musiał już nigdy więcej żyć ze wspomnieniami takimi jak moje. Proszę, pracujcie nad Tikkun Olam [tłumaczenie: uzdrowieniem świata].”

– Judy Weissenberg Cohen, „Ostatni raz, kiedy widziałam moją matkę”
10 marca 2014 roku grupa uczniów z nowojorskiego liceum Pine Bush High School (znajdującego się w rejonie, gdzie, jak relacjonowała prasa, szeroko rozpowszechnione były przejawy antysemityzmu) zwiedziła wystawę ONZ. Przemówiły do nich Ocalałe z Holokaustu Judy Weissenberg Cohen i Fanya Heller oraz Rick Carrier, wyzwoliciel II wojny światowej.
W listopadzie 2015 roku wystawa została przedstawiona w Państwowym Muzeum Auschwitz-Birkenau.
Wystawa stworzona przez ONZ stała się podstawą książki wydanej po polsku w 2018 roku, zatytułowanej „Świadkowie: Światło pamięci niosą następne pokolenia”. Książka posiada zdjęcia Ocalałych, wyzwolicieli II wojny światowej i Sprawiedliwych wśród Narodów Świata opisanych w książce opatrzone zostały linkami. Podczas oglądania ich zdjęć na smartfonie lub innym urządzeniu elektronicznym czytelnik może zapoznać się z fragmentami filmów z ich świadectwami na stronach internetowych Instytutu Historii Wizualnej i Edukacji Fundacji Shoah, USC (założonego przez Stevena Spielberga) lub Projektu Archiwizacji Cyfrowej Marszu Żywych. Prace nad tłumaczeniami na kilka języków obcych zostały zakończone lub są już w toku.

## Ostatnie zmiany

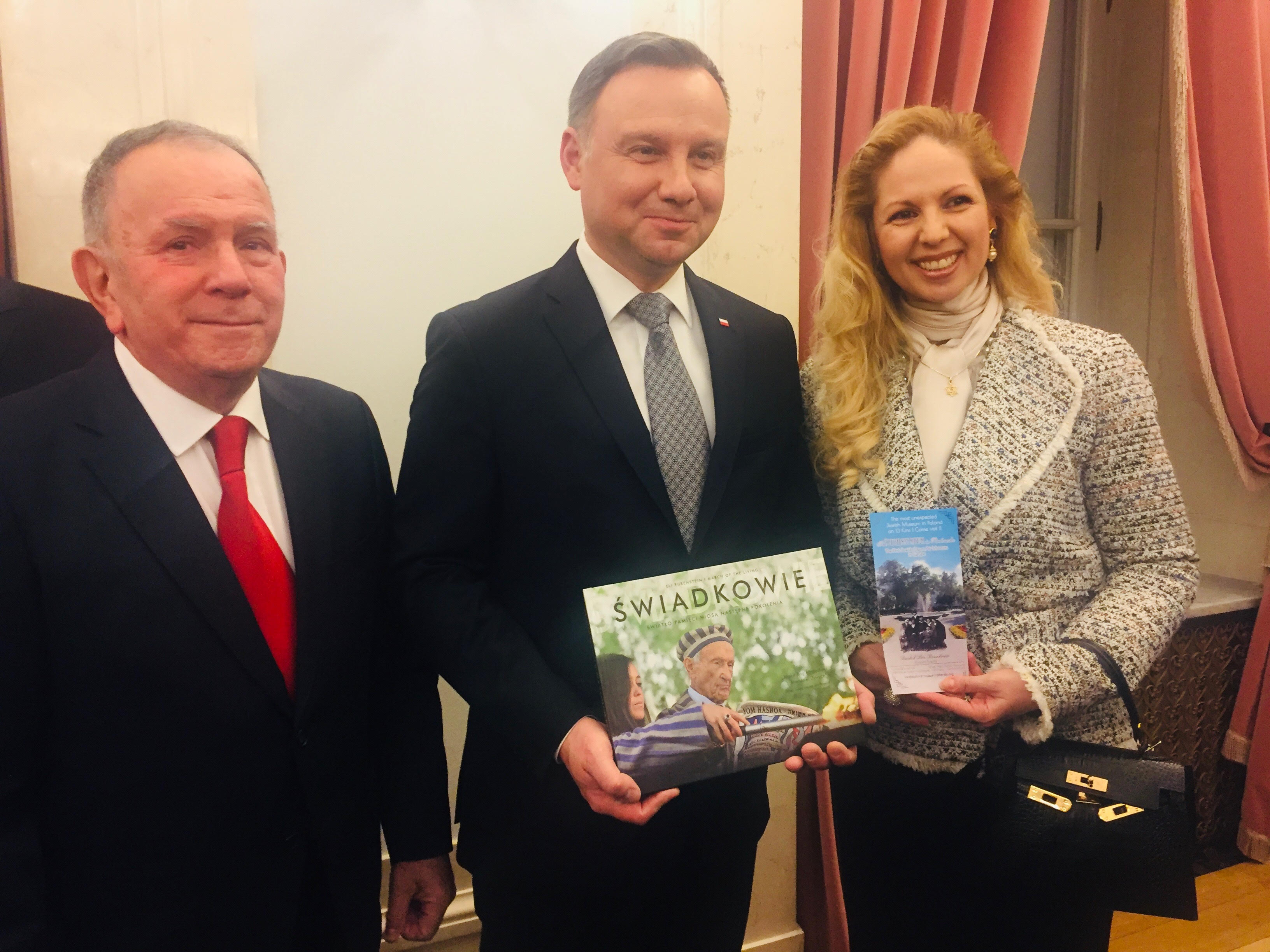
Prezydent Polski Andrzej Duda i wiceprzewodniczący Marszu Żywych Aharon Tamir

W ostatnich latach Marsz Żywych (MOTL) podjął próby poszerzenia podejmowanych tematów – koncentruje się już nie tylko na Holokauście i zawiera w swoim programie polskiej części podróży inne treści. Tymi elementami są: upamiętnianie życia Żydów przed wojną, nawiązywanie dialogu z polskimi uczniami, spotkania z Polskimi Sprawiedliwymi wśród Narodów Świata oraz kontakty ze współczesną społecznością żydowską w Polsce.

## Programy uzupełniające

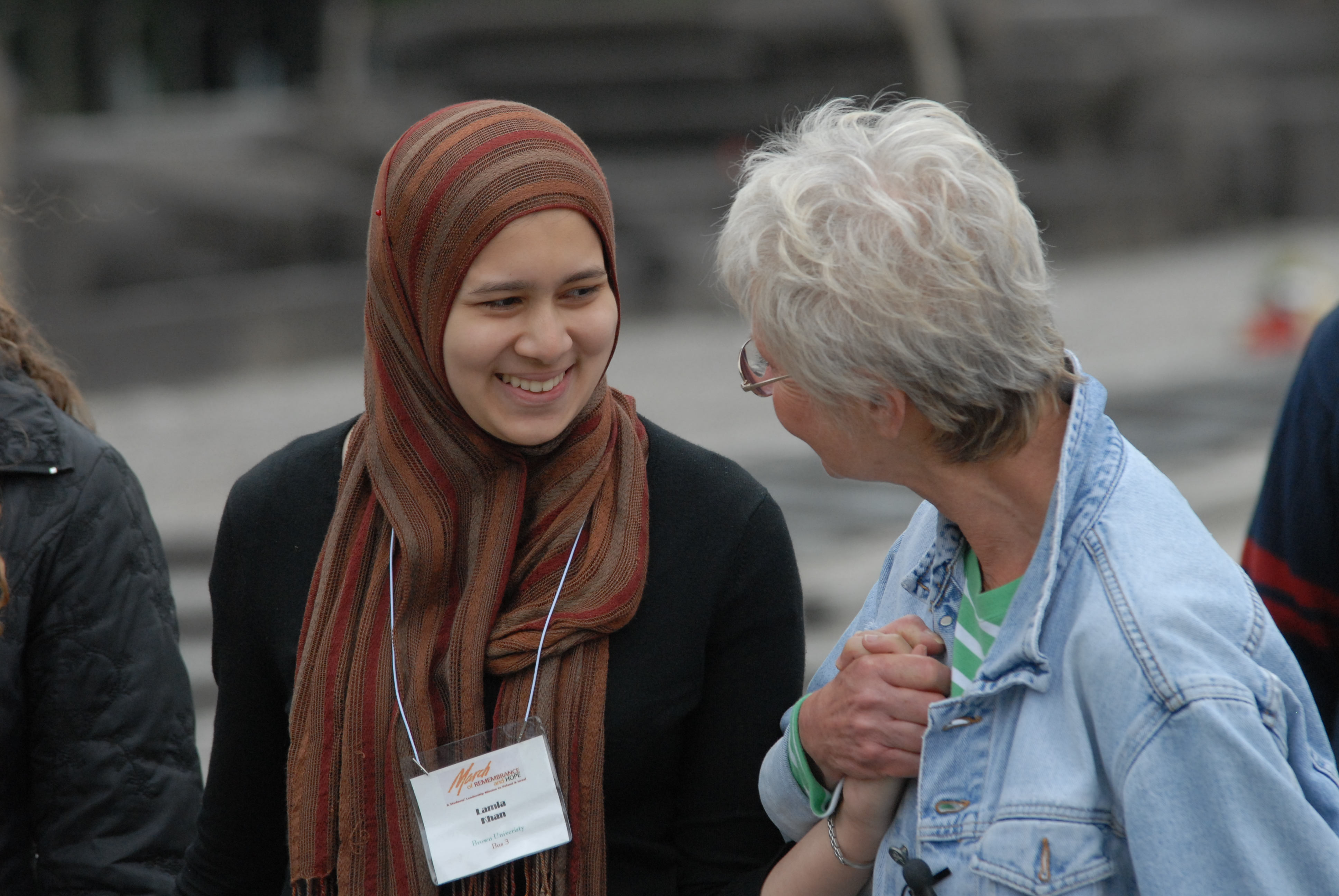
MRH 2006

Marsz Pamięci i Nadziei (MRH) jest programem przeznaczonym dla studentów uczelni wyższych różnych wyznań i narodowości. Program ten, zapoczątkowany w 2001 roku, odbywa się w maju i w ostatnich latach składa się z 2-dniowej podróży do Niemiec poprzedzającej 5 dni podróży po Polsce. Celem Marszu Pamięci i Nadziei jest nauczanie studentów różnych wyznań i o różnym pochodzeniu etnicznym o niebezpieczeństwach nietolerancji poprzez naukę o Holokauście i innych zbrodniach II wojny światowej oraz promowanie lepszych kontaktów pomiędzy ludźmi odmiennych kultur. W programie Marszu Pamięci i Nadziei biorą również udział Ocaleli z Holokaustu. Od momentu jego powstania uczestniczą w nim studenci różnych wyznań pochodzący z różnych grup etnicznych.

## Wpływ kulturowy
W 2009 roku przedstawiono uczestników Marszu Żywych i uczących się o podobnych doświadczeniach podczas ich podróży w dwóch filmach dokumentalnych. Dokument Dezinformacja w reżyserii Jo’awa Szamira ukazuje grupę izraelskich uczniów odwiedzających Polskę, między innymi Auschwitz. Reżyser Jessica Sanders nakręciła dokument pod tytułem March of the Living, który w całości skupia się na programie i jego uczestnikach.
Pod koniec 2015 roku miała miejsce premiera anglojęzyczna filmu Ślepa miłość. Droga do Auschwitz z najlepszym przyjacielem człowieka, dokumentu o niewidomych Izraelczykach podróżujących po Polsce, by uczyć się o Holokauście w ramach Marszu Żywych. Towarzyszyły im psy-przewodnicy. Film Blind Love – Ślepa miłość: Droga do Auschwitz z najlepszym przyjacielem człowieka, miał swoją premierę podczas Tygodnia Edukacji nt. Holokaustu w Toronto, współsponsorowaną przez Żydowski Festiwal Filmowy w Toronto. Film był również emitowany w telewizji na kanale specjalnym Documentary kanadyjskiej CBC pod koniec 2015 roku i ponownie w roku 2017, w Dniu Pamięci o Ofiarach Holokaustu, a także w Izraelu, emitowany tego samego dnia przez główną stację telewizyjną Kanał 10.